# Теймур Раджабов
Теймур Раджабов (на азербайджански: Teymur Rəcəbov) е азербайджански шахматист, гросмайстор от 2001 г. През юли 2008 г. има ЕЛО рейтинг 2744 и заема 7-о място в класацията на ФИДЕ.

## Биография
Раджабов се научава да играе шахмат на четиригодишна възраст. Когато е само на 12 години, участва на европейското първенство във възрастовата група до 18 години, където е най-младият участник. На възраст от 14 години и 14 дена Раджабов става гросмайстор. От 2001 година участва на турнири наравно с най-силните шахматисти.
Първият успех на високо ниво Раджабов постига през 2003 година, когато на турнира в Линарес побеждава Гари Каспаров, а в Дортмунд - Вишванатан Ананд.
В турнира на елимиционен принцип за определянето на световния шампион през 2004 г., Раджабов достига до полуфинала, където отпада от Майкъл Адамс.
През 2005 г. участва на силния турнир в Дос Ерманас (Испания) и заема второ място на европейското първенство във Варшава.
През февруари 2006 г. Раджабов поделя втората позиция на супертурнира в Линарес. В хода на турнира побеждава световния шампион на ФИДЕ Веселин Топалов.
На 11 май 2006 година Теймур Раджабов става посланик на добра воля на УНИЦЕФ за Азербайджан.
През 2008 г. е поканен за участие в Четвъртия пореден супер турнир „М-Тел Мастърс“, провеждащ се в София. На него Раджабов завършва на трето място с резултат 5,5 точки от 10 партии, допускайки само една загуба от победителя Василий Иванчук в първия кръг.